# Władimir Rosin
Władimir Iwanowicz Rosin (ros. Владимир Иванович Росин; ur. 11 kwietnia 1932) – radziecki zapaśnik walczący w stylu klasycznym. Olimpijczyk z Melbourne 1956, gdzie odpadł w eliminacjach w kategorii 67 kg.
Pierwszy w Pucharze Świata w 1956 roku.
Mistrz ZSRR w 1959; drugi w 1955; trzeci w 1954 i 1956 roku.